# Lycosceles herbsti
Lycosceles herbsti – gatunek błonkówki z rodziny Pergidae, jedyny przedstawiciel rodzaju Lycosceles.

## Taksonomia
Gatunek ten został opisany 1905 przez Friedricha Konowa pod nazwą Gayana armatipes. Jako miejsce typowe podano chilijskie miasto Concepción. Syntypem była samica.

## Zasięg występowania
Ameryka Południowa, notowany w Argentynie oraz w Chile (regiony Biobío i Maule w śr. części kraju).